# Francesco de' Rossi
Francesco de' Rossi (1510–1563) byl italský manýristický malíř, který žil a pracoval hlavně ve Florencii, ale často pracoval také v Římě. Je známý pod mnoha jmény, pod přijatým jménem  Francesco Salviati nebo Il Salviati, ale také Francesco Rossi a Cecchino del Salviati.

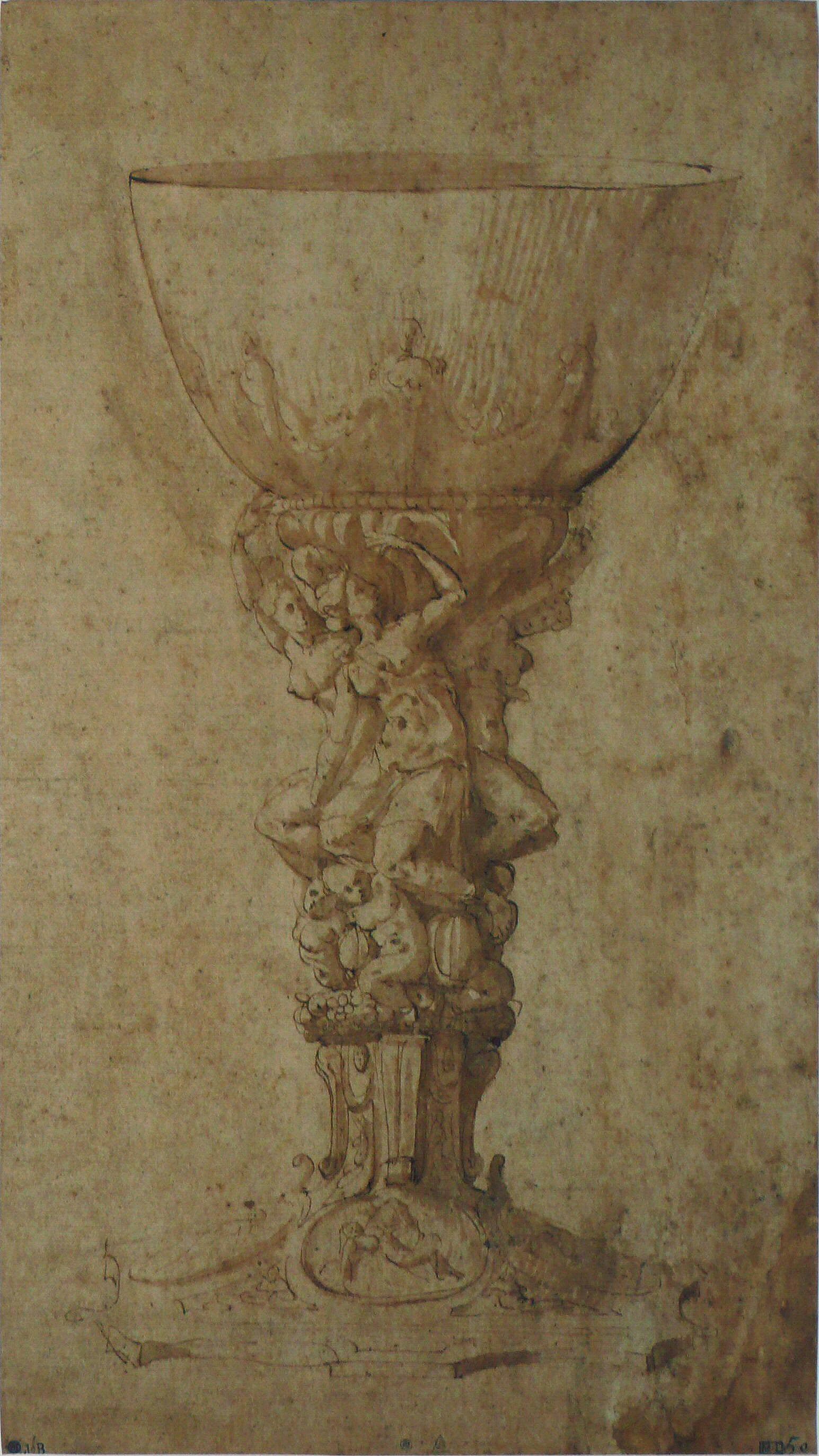
Francesco Salviati,Kresba kalicha, 1530

## Životopis
Salviati se narodil ve Florencii. Mezi roky 1529 a 1530 byli jeho učiteli Giuliano Bugiardini, Baccio Bandinelli, Raffaele Brescianino a nakonec mezi lety 1529 až 1530 Andrea del Sarto. V roce 1531 cestoval do Říma, kde se setkal s dalším Bandinelliho žákem, s Giorgio Vasarim. Pomohl mu dokončit zakázku v Palazzo Salviati pro kardinála Giovanni Salviati, fresku Život Jana Křtitele (Life of John the Baptist). Za pobytu v kardinálově domácnosti přijal příjmení Salviati.
Mezi roky 1532 a 1535 vytvořil fresku Zvěstování (Annunciation) v kostele San Francesco a Ripa – (kostel Sv. Františka z Assisi, který kdysi pobýval u sousedního kláštera. (Termín Ripa je připomínkou blízkosti břehu řeky Tibery. ) Jeho zralý styl je manýristický. Vytváří davové scény přeplněné zkroucenými postavami podobné scénám Giulio Romana. V roce 1538 se připojil k Jacopino del Conte při dokončení fresky Navštívení (Visitation) pro oratoř San Giovanni Decollato, což bylo florentské bratrstvo sloužící osobám, které byly odsouzeny k popravě. V roce 1540 Salviati pracoval v Bologni vedle Vasariho a pobýval krátkou dobu v Benátkách, kde ve maloval freskové dekorace pro Palazzo Grimani. Během tohoto období ukazoval jeho styl vliv malíře Parmigianina. Mnoho jeho portrétních obrazů je mnohdy připisováno malíři Agnolo Bronzino. V roce 1543 se Salviati vrátil do Florencie. Pracoval pro Cosimo I. de Medici, velkovévodu v Toskánsku, v letech 1543 až 1545 dokončil freskovou výzdobu věnovanou rodině Medici (Triumph of Camillus) v Sala dell'Udienza v Palazzo Vecchio. Navrhoval gobelíny pro nedávno založené Arazzeria: Ecce homo, Vzkříšení (Resurrection), a Josef vykládá faraonovi sny (Joseph explains the Pharaoh's dreams). Tuto zakázku dostal i přesto, že se o ni ucházeli také jiní současní manýrističtí malíři: Bronzino a Pontormo. Mezi roky 1547 a 1548 namaloval pro baziliku Santa Croce (Bazilika Svatého Kříže) ve Florencii oltářní obraz Deposition (Ukládání). V letech 1548 až 1563 Salviati často cestoval Říma aby dokončil různé freskové série, jako například Svatba v Káni galilejské (Wedding of Canae) v oratoriu Piceni, Narození Jana Křtitele (Birth of John the Baptist) pro oratoř San Giovanni Decollato, pracoval v Palazzo della Cancelleria (Pallium Cappella ), Palazzo Sacchetti, Palazzo Farnese. Zemřel roku 1562 v Římě.

## Galerie

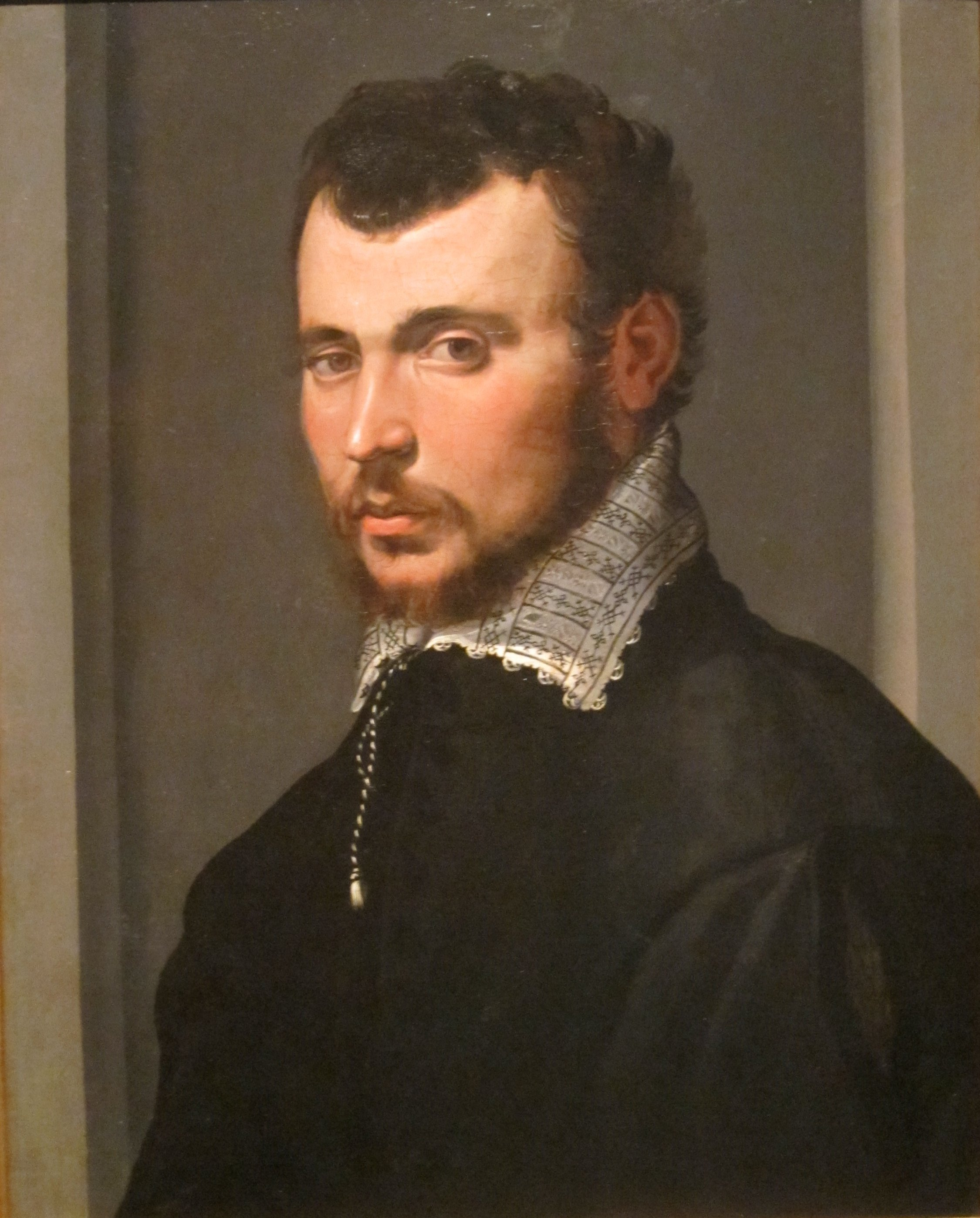
Portrét mladého muže, olej na plátně, Francesco Salviati, kolem 1550
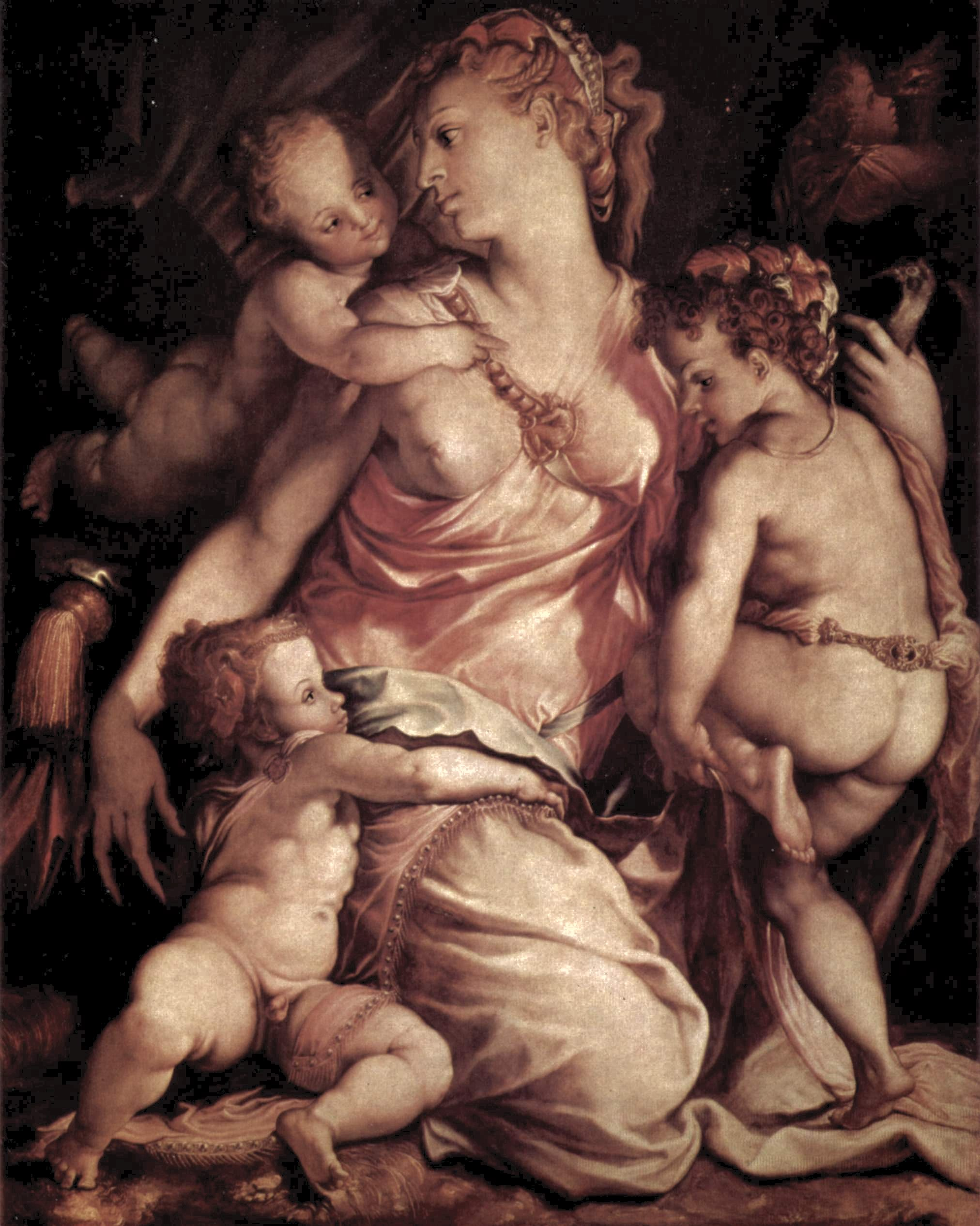
Charita, 1554–58
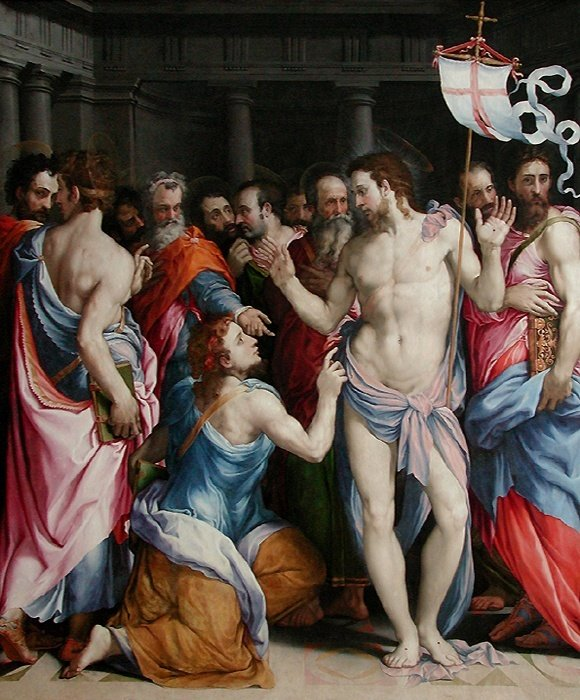
Francesco de' Rossi, Nedůvěřivost Sv. Tomáše 1543–1547.
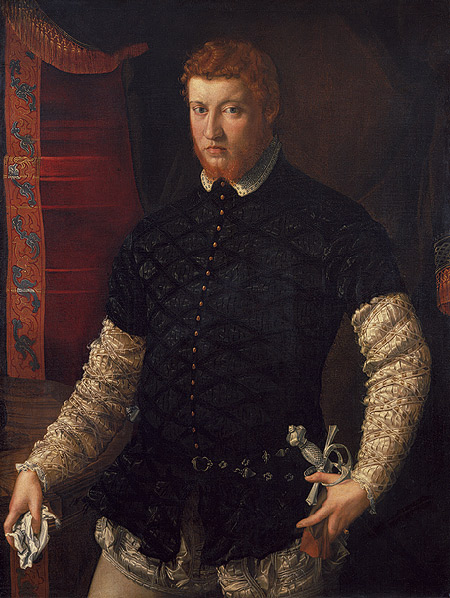
Francesco de' Rossi, Portrét muže  1540–1550